# KF Egnatia
Klubi Sportiv Egnatia Rrogozhinë is een Albanese voetbalclub uit Rrogozhinë.

## Geschiedenis
In het seizoen 2002/03 won de club de Kategoria e Parë. In het seizoen 2020/21 promoveerde de club opnieuw naar het hoogste niveau en won het de finale om het kampioenschap tegen Dinamo Tirana met 1-0. De club won de nationale beker in 2023 voor de eerste maal. In de finale was de club te sterk voor KF Tirana, met 1-0. In datzelfde seizoen werd de club voor het eerst kampioen van de Kategoria Superiore, het hoogste niveau van Albanië. Het eindigde dat jaar met evenveel punten als Partizan Tirana. Echter, de club uit Rrogozhinë had een beter doelsaldo dan de club uit Tirana wat ervoor zorgde dat de club voor het eerst in zijn geschiedenis kampioen werd op het hoogste niveau. Door dit succes was de club in 2024 actief in de voorrondes van de Champions League. Hier werd de club in de eerste ronde na penalty's uitgeschakeld door Borac Banja Luka. In het seizoen 2024/25 werd KF Egnatia andermaal Albanees landskampioen.

## Erelijst
Kategoria Superiore
Kampioen: 2023/24, 2024/25
Kategoria e Parë
Kampioen: 2002-03, 2020-21
Kategoria e Dytë
Kampioen: 2016-17
Albanese voetbalbeker
Winnaar: 2022/23, 2023/24

## In Europa
Uitslagen vanuit gezichtspunt KS Egnatia
| Seizoen | Competitie        | Ronde | Land                           | Club                 | Totaalscore  | 1e W    | 2e W         | PUC |
| ------- | ----------------- | ----- | ------------------------------ | -------------------- | ------------ | ------- | ------------ | --- |
| 2023/24 | Conference League | 1Q    | Vlag van Armenië               | FC Ararat-Armenia    | 5-5 (2-4 ns) | 1-1 (U) | 4-4 nv (T)   | 1.0 |
| 2024/25 | Champions League  | 1Q    | Vlag van Bosnië en Herzegovina | Borac Banja Luka     | 2-2 (1-4 ns) | 0-1 (U) | 2-1 nv (T)   | 2.0 |
| 2024/25 | Conference League | 2Q    | Vlag van IJsland               | Víkingur Reykjavík   | 1-2          | 1-0 (U) | 0-2 (T)      | 2.0 |
| 2025/26 | Champions League  | 1Q    | Vlag van IJsland               | Breiðablik Kópavogur | 1-5          | 1-0 (T) | 0-5 (U)      | 3.5 |
| 2025/26 | Conference League | 2Q    | Vlag van Wit-Rusland           | Dinamo Minsk         | 3-0          | 2-0 (U) | 1-0 (T)      | 3.5 |
|         |                   | 3Q    | Vlag van Slovenië              | Olimpija Ljubljana   | 2-4          | 0-0 (U) | 2-4 (nv) (T) | 3.5 |

Totaal aantal punten voor UEFA coëfficiënten: 6.5
Zie ook
- Deelnemers UEFA-toernooien Albanië
- Ranglijst van alle clubs die in de diverse Europa Cups zijn uitgekomen

Bylis ·
Dinamo City · 
Egnatia ·
Elbasani ·
Laçi · 
Partizan Tirana · 
Skënderbeu Korçë · 
Teuta Durrës · 
KF Tirana ·
Vllaznia